# Jogos Paralímpicos de Verão de 2004
Os Jogos Paralímpicos de Verão de 2004 aconteceram, pela décima segunda vez, em Atenas, na Grécia, entre os dias 17 e 28 de Setembro de 2004, sob o lema "Força, Inspiração, Celebração".
[carece de fontes?] para competir em 19 modalidades. Uma das grandes iniciativas para esta edição foi a adoção inédita de um comitê organizador único, que tem a responsabilidade de coordenar as ações dos Jogos Olímpicos e Paralímpicos. Pela primeira na história os Jogos Olímpicos e Paraolímpicos de Verão são organizados pelo mesmo comitê organizador,fazendo parte do mesmo evento.

## Medalhistas
Um total de 1568 foram distribuídas nestes jogos, sendo um total de 519 de ouro, 517 prata, e 532 bronze.
| Ordem                                                                               | País               | Medalha de ouro | Medalha de prata | Medalha de bronze |     |
| ----------------------------------------------------------------------------------- | ------------------ | --------------- | ---------------- | ----------------- | --- |
| 1                                                                                   | CHN China          | 63              | 46               | 32                | 141 |
| 2                                                                                   | GBR Grã-Bretanha   | 35              | 30               | 29                | 94  |
| 3                                                                                   | CAN Canadá         | 28              | 19               | 25                | 72  |
| 4                                                                                   | USA Estados Unidos | 27              | 22               | 39                | 88  |
| 5                                                                                   | AUS Austrália      | 26              | 39               | 36                | 100 |
| 6                                                                                   | UKR Ucrânia        | 24              | 12               | 19                | 55  |
| 7                                                                                   | ESP Espanha        | 20              | 27               | 24                | 71  |
| 8                                                                                   | GER Alemanha       | 19              | 28               | 32                | 79  |
| 9                                                                                   | FRA França         | 18              | 26               | 30                | 74  |
| 10                                                                                  | JPN Japão          | 17              | 16               | 20                | 53  |
|                                                                                     |                    |                 |                  |                   |     |
| 14                                                                                  | BRA Brasil         | 14              | 12               | 7                 | 33  |
|                                                                                     |                    |                 |                  |                   |     |
| 33                                                                                  | ANG Angola         | 3               |                  |                   | 3   |
|                                                                                     |                    |                 |                  |                   |     |
| 41                                                                                  | POR Portugal       | 2               | 5                | 5                 | 12  |
| Os demais países lusófonos que participaram dos Jogos não ganharam nenhuma medalha. |                    |                 |                  |                   |     |

## Cerimônia de abertura
A cerimônia aconteceu no dia 17 de setembro de 2004, no Estádio Olímpico de Atenas. A pira olímpica foi acesa pelo atleta grego Georgios Toptsis.
O tema de abertura escolhido pelo Comitê Paraolimpico Brasileiro, foi a música "Herói Guerreiro", interpretado pela cantora Yasmin Lucas, em parceria com Sergio Carrer ("Feio").

## Modalidades
As 19 modalidades nos Jogos Paraolímpicos de 2004 foram: